# Pons II de La Roche
 (juin 2009).
Si vous disposez d'ouvrages ou d'articles de référence ou si vous connaissez des sites web de qualité traitant du thème abordé ici, merci de compléter l'article en donnant les références utiles à sa vérifiabilité et en les liant à la section « Notes et références ».
Pour les articles homonymes, voir Pons II.
Pons II de la Roche, (vers 1140 - 1203), il serait le fils d'Othon Ier de la Roche et de Gertrude (de Ray?), fut chevalier, seigneur de La Roche-sur-Ognon, de Flagey et se comporta comme un seigneur à Ray.

## Vie
Selon une tradition locale, il aurait transmis en 1206 le Saint Suaire, envoyé par son fils Othon duc d'Athènes, à l'archevêque de Besançon Amédée de Dramelay. Il est toutefois impossible que Pons y ait été mêlé (Pons meurt en 1203 alors que la prise de Constantinople se situe en 1204).
Pons de la Roche céda en 1170 tout ce qu'il possédait en ses terres de Maizières à l'Ordre du Temple.

## Mariage et descendance
D'un premier mariage (selon une conjecture de J. Girard avec Mathilde de Beaujeu-Seveux) il aurait eu : 
- Othon IV de la Roche, duc d'Athènes, seigneur de la Roche, seigneur de Ray ;
- Pons III de la Roche, seigneur de Flagey (qui n'aurait jamais existé selon J. Girard) qui continuera la lignée des La Roche à Rigney, il épouse Poncette de qui il a Guy et Pierre (châtelain d'Athènes) ;
- Boniette/Bonnette de la Roche, (vers 1170 - ?), elle épouse en 1189 Gérard Ier d'Achey, Seigneur de Chauvirey et Bussières.

Puis d'un second mariage avec Pontia  (de Rougemont ?) (de Dramelay ? selon une conjecture de J. Girard) il aurait eu :
- Humbert de la Roche[4], (? - vers 1217/35), il participe à l'aventure en Grèce auprès de son frère ;
- Thibaud de la Roche[5], (? - avant 1235), il meurt sans postérité ;
- Clémence de la Roche[6], (? - avant 1248), elle épouse Pierre de Ciconde qui elle a Thiébaud et Guillaume ;
- Sybille de la Roche[7], dame de Flagey, épouse Jacques de Cicon (seigneur de Châtillon-Guyotte), de qui elle a Ponce de Cicon, (? - 1249/50), seigneur de Châtillon-Guyotte et de La Roche, et Othon de Cicon, (? - entre 1263 et 1266[8],[9]), seigneur de Carystos. Veuve elle rejoint son frère en Grèce, où elle refait sa vie.